# 索馬里蘭武裝部隊
索馬里蘭國民武裝部隊 (阿拉伯语：‎) 是索馬里蘭共和國的軍隊。索馬里蘭國民武裝部隊由索馬里蘭陸軍、索馬里蘭海岸警衛隊、索馬里蘭警察部隊、索馬里蘭看守團、索馬里蘭移民和邊境管制局以及索馬里蘭消防隊組成。沒有空軍。
武裝部隊由總司令繆斯·比希·阿卜迪總統指揮。國防部長 阿卜迪卡尼·穆罕默德·阿特耶（Abdiqani Mohamoud Aateye）是負責監督武裝部隊的指定部長。
索馬里蘭國民軍擁有85輛T-54/55坦克、6輛裝甲車、100-200台火箭發射器、45門火砲和6萬名士兵。索馬里蘭的警察部隊有 200 多輛警車和其他車輛以及 22,000 名警察。索馬里蘭海岸警衛隊擁有 30 艘防禦級船隻和 80 艘海岸警衛艦船，以及 1000 名海軍軍官。
索馬里蘭在其武裝部隊方面的預算為 1.15 億美元，這是其最大的政府支出。 由於聯合國對索馬里實施武器禁運，該國不得採購武器。

## 歷史

### 英屬索馬里蘭時期

Logo of the Somaliland Scouts

1914 年，索馬里蘭駱駝軍團在英屬索馬利蘭成立，並在第二次世界大战期間意義大利入侵該領土之前、期間和之後服役。
1942 年，索馬里蘭偵察軍成立，並在1942年起逐漸接替駱駝軍團負責英屬索馬利蘭的防務。駱駝軍團因多次叛變，於1944年被解散。

### 獨立戰爭
1981 年，索馬里民族運動是該國最早成立的反叛組織之一。
然后索馬里獨裁者穆罕默德·西亞德·巴雷指責他們是分裂組織，並下令屠殺反叛組織所屬的伊薩克部落 該運動在該國西北部進行了一場游擊戰，目的是推翻和取代軍政府。

## 陸軍

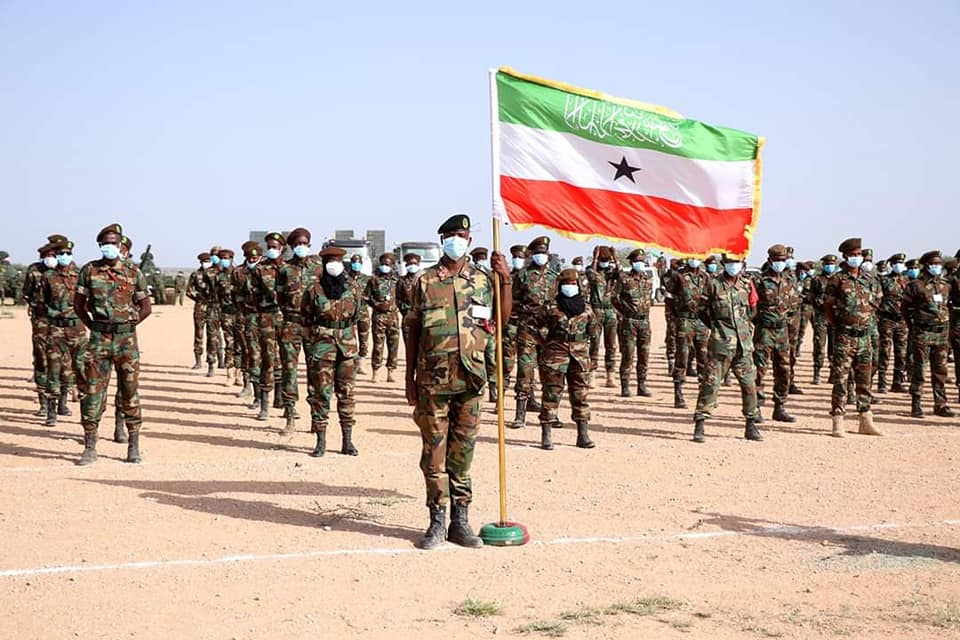
索马里兰国民军成员

### 人員
在索馬里蘭的索馬里蘭陸軍分部長期以來一直沒有正式的軍銜結構。然而，在 2012 年 12 月，索馬里蘭國防部宣布已經制定了一套指揮系統，並於 2013 年 1 月實施。

### 裝備
1991年索馬里前獨裁者穆罕默德·西亞德·巴雷下台時，索馬里蘭繼承了前索馬里民主共和國留下的軍事裝備、重武器和設施。
由於聯合國對索馬里實施武器禁運，半自治的索馬里蘭地區是國際公認的一部分，因此該領土不得購買武器。因此，該地區的軍事官員依靠修理和改造舊設備。一些人還聲稱，武器有時通過柏培拉港從埃塞俄比亞和也門運送，通常是在夜間。
經常看到索馬里蘭士兵使用SKS半自動步槍（用於閱兵）和各種版本的AK-47。